# Mureck
Mureck é uma cidade da Áustria, situada no distrito de Südoststeiermark, no estado da Estíria. Tem 38,73 km² de área e sua população em 2019 foi estimada em 3.515 habitantes.